# Atypus medius
Espèce
Atypus medius est une espèce d'araignées mygalomorphes de la famille des Atypidae.

## Distribution
Cette espèce est endémique de Primorie en Russie,.

## Description
Le mâle holotype mesure 18,50 mm

## Publication originale
- Oliger, 1999 : A new Atypus from the Russian Far East (Aranei: Atypidae). Arthropoda Selecta, vol. 7, no 3, p. 201-204 (texte intégral).